# فرهنگ در بلژیک
زندگی فرهنگی بلژیک به تمرکز بین هر اقلیت گرایش دارد. عنصر تقسیم شده از اهمیت کمتری برخوردار است چرا که هیچ دانشگاه دو زبانه‌ای به جز آکادمی ارتشی سلطنتی وجود ندارد، هیچ رسانه مشترکی نیست و هیچ مؤسسه علمی فرهنگی بزرگ مشترکی یعنی جایی که هر دو روابط اصلی حضور داشته باشند وجود ندارد.

## معماری و نقاشی
بلژیک به خاطر معماری و هنرهای زیبایش مشهور است. منطقه‌ای که امروزه به نام بلژیک می‌شناسیم شاهد شکوفایی جریانات هنری مهمی بوده‌است که بر هنر اروپا تأثیراتی عظیم داشته‌اند. هنر Mosan، نقاشی قدیم هلندی، نقاشی باروک و رنسانس فلاندری و نمونه‌های مهمی از معماری رمانسک، معماری گوتیک، معماری رنسانس و معماری باروک و موسیقی آوایی رنسانس مدرسه فلاندری فرانکو که در بخش جنوبی کشورهای اسکاندیناوی توسعه یافت در تاریخ هنر بسیار برجسته می‌باشند. نام‌های مشهوری در این سنت کلاسیک به چشم می‌خورند مانند ژان ون اک، پیتر بروخل اول، پیتر پل روبنز و آنتونی وندیک.

برج بابل” کشیده شده توسط پیتر بروخل اول در سال ۱۵۶۳، رنگ روغن، اکنون در موزه kunsthistorisches در وین موجود می‌باشد.

به این تولیدات هنری غنی، اغلب با نام کلی هنر فلاندری اشاره می‌شود که به تدریج در طی نیمه دوم قرن هفدهم رو به افول نهاد. با این حال در قرون ۱۹و ۲۰، هنرمندان اصیل زیادی حضور یافتند. در موسیقی، ادولف ساکس ساکسیفون را در سال ۱۸۴۶ اختراع نمود. هنری ویوتمپز، یوجین سای و ارتور گرومیو جزء ویولونیست‌های مهم قرن ۱۹ و ۲۰ به‌شمار می‌آیند. شاید مشهورترین آهنگ ساز بلژیکی این دوره سزار فرنک بود. اولین خواننده بلژیکی که توانست با موفقیت حرفه خود را تا مطرح شدن در حیطه بین‌المللی ادامه بدهد و به عنوان جلودار سبک موسیقی پاپ شناخته شود بوبین شوپن بود. Toots Thielemans، موسیقیدان جاز در جهان مشهور است و همچنین ژاک برل خواننده. در موسیقی راک فرانت ۲۴۲ و dEUS مشهورند. در معماری ویکتور هورتا آغازکننده مهم سبک هنر جدید بود. بلژیک نقاشان سبک رومنتیسم، اکسپرسیونیم و سورئالیسم بسیاری را پدید آورد که شامل چارلز گوستاو واپر، جیمز انسور، کنستات پارمک و رنه ماگریت می‌شود.

## ادبیات
در ادبیات، بلژیک دارای نویسندگان مشهور متعددی است، همانند شاعران معروفی نظیر امیل ورهرن، و هنریک کنسکینس و جرج سیمنون رمان نویس، شاعر و نمایشنامه‌نویس مشهور موریس مترلینک که برنده جایزه نوبل در ادبیات در سال ۱۹۱۱ شد. مشهورترین کمیک‌های فرانکو بلژیکی داستانهای تن تن هستند که توسط هرژه (herge) تألیف شدند. اما اکثر نویسندگان کمیک بلژیکی بودند، مانند ادگار ژاکوب و ویلی وندرستین و آندره فرانکین.

## سینما
در سال‌های اخیر کارگردانان مطرحی از سینمای بلژیک به دنیا معرفی شده‌اند که بیشتر آنان به شدت تحت تأثیر سینمای فرانسه هستند. فقدان شرکت‌های سینمایی بلژیکی آنان را وادار به ساخت تولیداتی با بودجه بسیار کم نموده‌است. استین کنینکس، لوک داردن و ژان پیر داردن از شاخص‌ترین کارگردانان بلژیکی و ژان دوکله، ماری جیلاین مشهورترین بازیگران بلژیکی هستند. از مطرح‌ترین فیلم‌های سینمایی ساخت این کشور نیز می‌توان به انسان سگ را گاز می‌گیرد (۱۹۹۲) و پرونده آلزایمر (۱۹۸۰) اشاره کرد.

## علوم و تکنولوژی
بلژیک همچنین در پیشرفت علم و تکنولوژی خدماتی را عرضه داشته‌است. در ریاضیات سیمون استیون، در علم آناتومی آندرس وسالیوس، در نقشه برداری جرادوس مرکاتر، را می‌توان از میان دانشمندان مؤثر از آغاز دوره مدرن در کشورهای اسکاندیناوی نام برد. اخیراً، در پایان قرن نوزدهم، در علوم کاربردی، شیمیدان ارنست سولوی، و در مهندسی زنوب گرام توانستند نام خود را به دو اکتشاف «فرآیند سولوی» و «دینام گرام» اختصاص دهند. جورج لیمایتر فیلسوف روان شناس|فیلسوف، توانست با ارائه تئوری «بیگ بنگ» در خصوص منشا جهان در سال ۱۹۲۷ به شهرت برسد.
سه جایزه نوبل در روان‌شناسی و پزشکی برای بلژیک ثبت شده‌است : جولز بوردت در ۱۹۱۹، کورنیل هیمنز در ۱۹۳۸ و آلبرت کلاود و کریستین دو دوو در سال ۱۹۷۴. ایلیا پیگوگین در سال ۱۹۷۷ برنده جایزه نوبل در علم شیمی شد.
در اول دسامبر ۲۰۰۵ پدر دامین به عنوان برترین مرد بلژیکی توسط اقلیت فلاندری VRT برگزیده شد، در حالی که والون‌ها ژاکس برل را بر گزیده بودند.

## جشنواره‌ها
کسی نمی‌تواند فرهنگ بلژیکی را بدون در نظر گرفتن جشنواره‌های مردمی تصور کند، که نقش بسیار مهمی در زندگی فرهنگی مردم ایفا می‌کند. نمونه‌های این جشنواره‌های عبارتند از کارناوال بینچ و Aalst، راهپیمایی دسته جمعی و منظم Hollu blood در برگز و جشنواره پانزده آگوست در لی یژ و جشنواره والون در نامور.
اصلی‌ترین تعطیلات غیر رسمی روز مقدس نیکلاس است که گردهمایی کودکان و دانش آموزان را در لی یژ جشن می‌گیرد.

## ورزش

### دوچرخه سواری
دوچرخه سواری در بلژیک بسیار محبوب است . از بین دوچرخه شواران معروف می‌توان ادی مرکیکس برنده پنج دوره فرانسه را نام برد که در همه جا به علت پیروزی‌های متعددش در تورهای جهانگردی دوچرخه سواری و مسابقات مختلف به عنوان بهترین دوچرخه سوار مطرح می‌شود.

### تنیس
بلژیک دارای دو دوره مسابقات رایج تنیس بانوان می‌باشد. «کیم کلیسترز» و ژاستن هنین هاردن".

### فوتبال
فوتبال نیز در بلژیک از محبوبیت خاصی برخوردار است.

## غذاها
بلژیک به خاطر غذاهای بلژیکی شهرت خاصی یافته‌است. رستوران‌های بسیار زیادی وجود دارند که می‌توان در آن‌ها راهنمایی‌های غذایی فشرده‌ای را یافت. مانند کتابچه راهنمای مایکلین، مارک‌های شکلاتهای بلژیک، مثل Neuhaus و Côte d'Or، در جهان بسیار مطرح و پرفروش هستند. حتی معروفترین و ارزانترین آنها، لئونداس(شکلات ساز)، به علت کیفیت بالا شهرت جهانی یافته‌است . بلژیک تولیدکننده بیش از ۵۰۰ نوع آبجو از انواع مختلف می‌باشد. بلژیک همچنین به علت طرفدار بودن کیک و کلوچه و سیب زمینی سرخ کرده در جهان شهرت دارد. (که تولید هر دو آن‌ها در بلژیک ریشه دارد). غذای سنتی آن‌ها استیک با سیب زمینی سرخ کرده همراه با کاهو است.

## منبع
http://en.wikipedia.org/wiki/Culture_of_Belgium